# Drailea
Drailea is een geslacht van vliesvleugeligen uit de familie Pteromalidae. De wetenschappelijke naam van dit geslacht is voor het eerst geldig gepubliceerd in 1992 door Huang.

## Soorten
Het geslacht Drailea is monotypisch en omvat slechts de volgende soort:
- Drailea aristata Huang, 1992